# Mamitu Daska
Mamitu Daska (née le 16 octobre 1983 à Liteshoa) est une athlète éthiopienne, spécialiste des courses de fond. 

## Biographie

### Palmarès
| Date | Compétition        | Lieu        | Résultat | Épreuve       | Performance     |
| ---- | ------------------ | ----------- | -------- | ------------- | --------------- |
| 2011 | Jeux africains     | Maputo      | 2e       | Semi-marathon | 1 h 10 min 52 s |
| 2015 | Jeux africains     | Brazzaville | 1re      | Semi-marathon | 1 h 12 min 42 s |
| 2016 | Marathon de Boston | Boston      | 10e      | Marathon      | 2 h 37 min 31 s |

### Records
| Épreuve       | Performance     | Lieu           | Date            |
| ------------- | --------------- | -------------- | --------------- |
| Semi-marathon | 1 h 6 min 28 s  | Ras el Khaïmah | 13 février 2015 |
| Marathon      | 2 h 21 min 59 s | Francfort      | 30 octobre 2011 |